# オニイソメ
オニイソメ(Bobbit worm)は、海底に生息する多毛類である。海底の土に長い体を隠して5本の触角に外部の刺激が届くのを辛抱強く待ち、獲物を感知すると攻撃する。鋭い歯を持ち、獲物が半分に切断されることがある程の速度で攻撃することが知られている。獲物を狙って狩りをするが、雑食性である。
多毛類を専門とするメキシコの生態学者Luis F. Carrera-Parra及びSergio I. Salazar-Vallejoによると、イソメ目は「麻痺性または致死性の毒物を獲物に注入し、特に獲物が自身よりも大きい場合に、安全に食べやすくしている」。彼らはさらに、他の科の蠕虫であり、皮膚に重度の炎症を起こす毒物を放出する銛の形の剛毛を持つウミケムシとは異なり、オニイソメは「剛毛の数は少なく、またそれらを身を守る目的では使わないが、堆積物や巣穴の中を移動するための牽引力を増すためには使うことがある」と述べている。
オニイソメの生殖行動や寿命についてはほとんど分かっていないが、生殖は恐らく体長が100mm程度の初期段階で起こると考えられている。オニイソメは3m近くに成長することもあるため（ただし、観察されるほとんどの個体の体長は1m以下で、直径は25mm程度である）、これは非常に早い段階である。長い寿命は、この大きさによってよく説明できる。
オニイソメは、インド洋-太平洋や大西洋を含む、世界中の暖かい海で見られる。

## 水族館
2009年3月、イングランドのニューキーにあるブルーリーフ水族館の水槽の中でオニイソメが発見された。オニイソメのせいで、魚は怪我をしたり消えたりし、サンゴは半分に切断される等していたが、水槽の中で展示を分解し始めるまで、これに気付かなかった。オニイソメは恐らく誤って人工的な環境に入れられたと考えられた。2013年10月7日に、体長1mの別のオニイソメがイングランドのウォキングにあるMaidenhead Aquaticsで発見された。